# Велошоссейный кубок Бельгии 2017
2-й сезон Велошоссейного кубка Бельгии — спортивного сезонного турнира, состоящего из серии профессиональных шоссейных велогонок по дорогам Бельгии. Сезон включал 10 однодневных велогонок и начался 1 марта 2017 года с Ле-Самен, а завершился 3 октября гонкой «Бенш — Шиме — Бенш». Победу по итогам турнира одержал бельгийский велогонщик Яспер де Бёйст из команды «Lotto Soudal».

## Регламент

### Индивидуальная классификация
Гонщики могли получить очки за попадание в топ-20 по результатам гонки. Кроме того на всех гонках присутствовали три промежуточных финиша, на каждом из которых первые три гонщика могли заработать 3, 2 или 1 очко соответственно. Если два и больше гонщиков имели равную сумму очок, то выше классифицировался спортсмен, одержавший больше побед, затем занявший больше призовых мест. В случае дальнейшего паритета, учитывались результаты последней гонки турнира.
| Место на гонке | 1   | 2  | 3  | 4  | 5  | 6  | 7  | 8  | 9  | 10 | 11 | 12 | 13 | 14 | 15 | 16 | 17 | 18 | 19 | 20 |
| Очки           | 100 | 85 | 72 | 60 | 50 | 45 | 40 | 35 | 30 | 25 | 20 | 18 | 16 | 14 | 12 | 10 | 8  | 6  | 4  | 2  |

### Командная классификация
По итогам каждой гонки суммировались места трёх лучших гонщиков каждой команды, занявших места с 1-го по 50-е (топ-50). Итоговое ранжирование команд происходило по возрастанию суммы мест. Очки получали 10 лучших команд. Если таких команд оказалось меньше 10, то сначала происходило аналогичное ранжирование команд, у которых в топ-50 попало по два гонщика, а затем по одному. Также 2 очка имела возможность получить команда, чей гонщик выиграл гонку.
| Место на гонке | 1  | 2 | 3 | 4 | 5 | 6 | 7 | 8 | 9 | 10 | 11 | 12 | 13 | 14 | 15 |
| Очки           | 12 | 9 | 8 | 7 | 6 | 5 | 4 | 3 | 2 | 1  |    |    |    |    |    |

## Календарь
| Дата        | Гонка                     | Победитель                 | Команда                 | Лидер индивидуальной классификации | Лидер командной классификации    |
| ----------- | ------------------------- | -------------------------- | ----------------------- | ---------------------------------- | -------------------------------- |
| 1 марта     | Ле-Самен                  | Гийом Ван Кейрсбулк (BEL)  | Wanty-Groupe Gobert     | Гийом Ван Кейрсбулк (BEL)          | Quick-Step Floors                |
| 5 марта     | Три дня Западной Фландрии | Йос ван Эмден (NED)        | Lotto NL-Jumbo          | Гийом Ван Кейрсбулк (BEL)          | Quick-Step Floors                |
| 17 марта    | Хандзаме Классик          | Кристоффер Халворсен (NOR) | Joker Icopal            | Гийом Ван Кейрсбулк (BEL)          | Team Roompot–Nederlandse Loterij |
| 3 июня      | Хейстсе Пейл              | Яспер де Бёйст (BEL)       | Lotto Soudal            | Яспер де Бёйст (BEL)               | Team Roompot–Nederlandse Loterij |
| 21 июня     | Халле — Ингойгем          | Арно Демар (FRA)           | FDJ                     | Кенни Дехас (BEL)                  | Lotto Soudal                     |
| 4 августа   | Дварс дор хет Хагеланд    | Матье ван дер Пул (NED)    | Beobank-Corendon        | Кенни Дехас (BEL)                  | Team Roompot–Nederlandse Loterij |
| 20 августа  | Гран-при Ефа Схеренса     | Тимоти Дюпон (BEL)         | Vérandas Willems–Crelan | Кенни Дехас (BEL)                  | Team Roompot–Nederlandse Loterij |
| 15 сентября | Чемпионат Фландрии        | Фернандо Гавирия (COL)     | Quick-Step Floors       | Кенни Дехас (BEL)                  | Team Roompot–Nederlandse Loterij |
| 1 октября   | Еврометрополь Тур         | Даниэль Маклэй (GBR)       | Fortuneo–Oscaro         | Кенни Дехас (BEL)                  | Team Roompot–Nederlandse Loterij |
| 3 октября   | Бенш — Шиме — Бенш        | Яспер де Бёйст (BEL)       | Lotto Soudal            | Яспер де Бёйст (BEL)               | Lotto NL-Jumbo                   |